# Nesticus campus
Espèce
Nesticus campus est une espèce d'araignées aranéomorphes de la famille des Nesticidae.

## Distribution
Cette espèce est endémique du Querétaro au Mexique,. Elle se rencontre sur le Cerro de la Luz dans la grotte Cueva de Campamiento.

## Description
Le mâle holotype mesure 5,80 mm et la femelle paratype 5,70 mm.

## Publication originale
- Gertsch, 1984 : The spider family Nesticidae (Araneae) in North America, Central America, and the West Indies. Bulletin of the Texas Memorial Museum, vol. 31, p. 1-91 (texte intégral).